# ولنی، نورفک
ولنی (به انگلیسی: Welney) یک روستا و محله مدنی در بریتانیا است که در King's Lynn and West Norfolk واقع شده‌است. ولنی ۲۰٫۷۳ کیلومتر مربع مساحت و ۵۴۲ نفر جمعیت دارد.